# Tony Gianquinto
Antoine Tony Gianquinto est un footballeur professionnel né le 17 août 1951 à La Goulette.
Il mesure 1,75 m et pèse 73 kg. Il évoluait au poste de défenseur.

## Clubs
- 1970-1971 :  Lille OSC (D2)  : 28 matchs, 0 but[1]
- 1971-1972 :  Lille OSC (D1) : 3 matchs, 0 but
- 1972-1973 :  Lille OSC (D2) : 4 matchs, 0 but
- 1973-1974 :  Lille OSC (D2) : 20 matchs, 0 but
- 1974-1975 :  Lille OSC (D1) : 10 matchs, 0 but
- 1975-1976 :  Lille OSC (D1) : 3matchs, 0 but
- 1976-1977 :  Lille OSC (D1) : 4 matchs, 0 but
- 1977-1978 :  Lille OSC (D2) : 7 matchs, 1 but
- 1978-1979 :  Lille OSC (D1) : 2 matchs, 0 but

## Palmarès
- Champion de D2 avec le Lille OSC en 1974

## Carrière d'entraineur
- Dans les années 80, il entraine le club de Roubaix Football, à l'époque en Division 2. Il aura fait monter le club en D3 en 1981 puis en D2 en 1983.
- Il est entraîneur du Mons AC depuis 1998, qui évolue régulièrement en PHR.